# Szellő István
Szellő István (Budapest, 1967. július 3. –) magyar újságíró, televíziós műsorvezető.

## Élete
Szellő Tibor és Dér Rózsa gyermekeként született.
Egy ideig a Budapesti Honvéd junior válogatottjának párbajtőrvívója volt. Tanulmányait a prágai Károly Egyetem nemzetközi újságíró szakán végezte 1991–1996 között. Egyetemista évei során a Magyar Távirati Irodában és a Magyar Rádió Krónika című műsorának szerkesztőségében volt gyakornok.
1989-ben a Magyar Televízió külpolitikai szerkesztőségébe került. A csehszlovákiai bársonyos forradalom idején többek között Václav Havellel és Alexander Dubčekkel is készített interjút. Számos külpolitikai műsor szerkesztő-riportere volt, mint pl.: a Panoráma, az Új Világ, a Szemtől Szemben és a Tájak, városok, emberek. 1992–94-ben  külpolitikai szerkesztője és műsorvezetője volt a Híradónak. Riportfilmjeit főként Csehországban, Szlovákiában, a délszláv térségben és angol nyelvterületen készítette, de forgatott a Távol-Keleten és az Arab-öböl térségében is. Munkájának elismeréseként többször Nívó-díjjal jutalmazták. Ő volt az RTL Klub Híradójának első műsorvezetője, 1997-ben. 2006-ban könyve jelent meg, A Hírvadász címmel.
2009 augusztusában Naim Renátától született ikreit, Mannát és Alent a nevére vette, bár nem él együtt az anyjukkal. Van két fia a korábbi házasságaiból is: András és Ádám.